# Atrichopogon sinuosus
Atrichopogon sinuosus är en tvåvingeart som beskrevs av Wirth 1991. Atrichopogon sinuosus ingår i släktet Atrichopogon och familjen svidknott. Inga underarter finns listade i Catalogue of Life.